# Личманы
Личманы (укр. Личмани) — село на Украине, находится в Овручском районе Житомирской области.
Код КОАТУУ — 1824283705. Население по переписи 2001 года составляет 47 человек. Почтовый индекс — 11100. Телефонный код — 1448. Занимает площадь 0 км².
Весной 2020 года село было практически полностью уничтожено лесным пожаром

## Адрес местного совета
11107, Житомирская область, Овручский р-н, с.Личманы